# Kostel svatého Floriána (Krásné Březno)
Kostel svatého Floriána je římskokatolický chrám v Krásném Březně, významná památka gotizující saské renesance. Nyní ve správě Národního památkového ústavu, územního odborného pracoviště v Ústí nad Labem, které sídlí v sousedním zámku. Od roku 2008 je chráněn jako národní kulturní památka České republiky.

## Historie

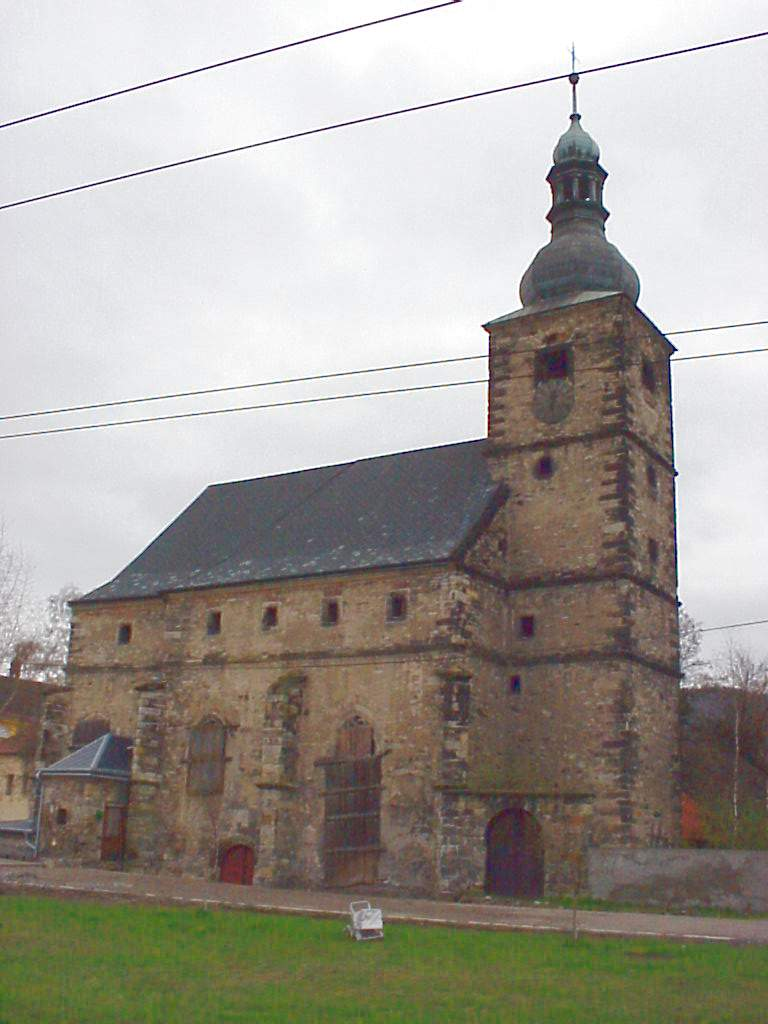
Kostel sv. Floriána před opravou v roce 2008

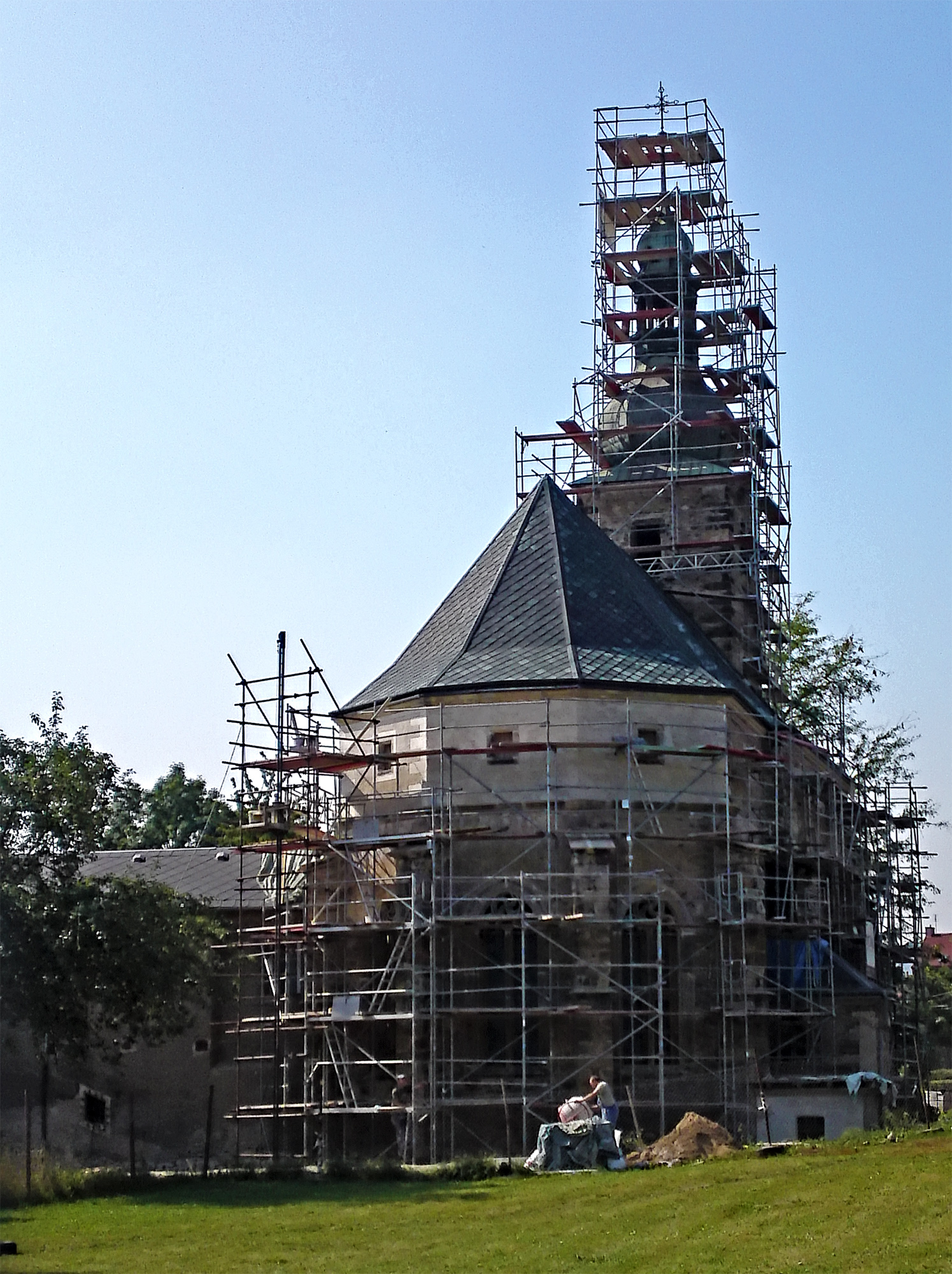
Kostel sv. Floriána v průběhu opravy v září 2012

Chrám vznikl jako soukromá luteránská kaple Panny Marie pro zámeckou rodinu a čeleď, k zasvěcení sv. Floriánovi došlo až se zřízením římskokatolické farnosti Krásné Březno v roce 1897.
Vystavěn byl v letech 1597–1603 stavitelem Hansem Bogem z Pirny z podnětu majitele zámku Rudolfa III. z Bünau (příslušníka saského rodu, který vlastnil statky na Ústecku a Děčínsku). Opravy v letech 1897, 1926, 2011–2014.
V roce 2008 byl kostel prohlášen za národní kulturní památku.
V současnosti je kostel veřejnosti přístupný o víkendu a ve svátek v rámci průvodcovské služby (duben–září) nebo po předchozí domluvě (celoročně) i v pracovní dny (Národní památkový ústav v Ústí nad Labem - Krásné Březno). Každou sobotu v 16 hodin probíhají bohoslužby (ŘKF Střekov).
Duchovní správci kostela jsou uvedeni na stránce: Římskokatolická farnost Ústí nad Labem-Krásné Březno.

## Charakteristika stavby
Kostel jednolodní s odsazeným presbytářem a užší zvonicí čtvercového půdorysu v ose průčelí. Na jižní straně navazuje na stavby související se zámkem.

## Popis stavby

### Exteriér
Vnějšek členěn opěrnými pilíři a hrotitě zaklenutými okny s pozdně gotickými kružbami. Na severní straně lodi půlkruhem zaklenutý portál s profilovaným ostěním, do kterého je vyryt letopočet 1601. V patře presbyteria a lodi obdélná okna s kamenným ostěním. Věž vrcholí barokní střechou cibulové formy s lucernou a cibulkou.

### Interiér

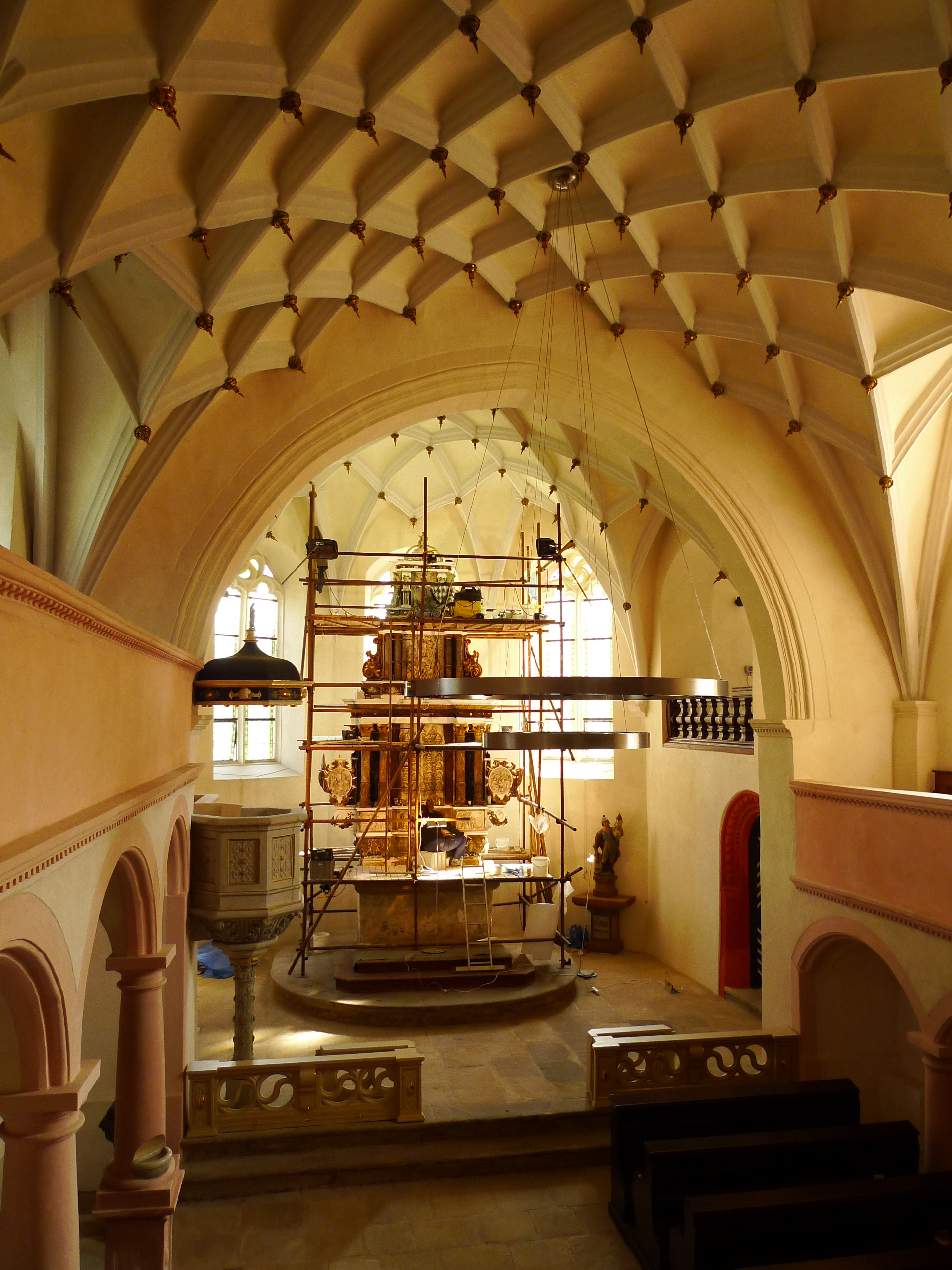
Interiér kostela v roce 2014 (restaurování hlavního oltáře)

V obdélné lodi i trojboce zakončeném presbyteriu pozdně gotické síťové žebrové klenby. V lodi trojkřídlá renesanční empora, při západní straně třípodlažní, podklenutá křížovými hřebínkovými klenbami.

## Zařízení
Zachovaly se relikty umělecky kvalitní výzdoby z doby výstavby kostela, původně reprezentační panské kaple.
Hlavní oltář s alabastrovými reliéfy je pozdně renesanční z roku 1604, vytvořený Melchiorem Kuntzem z Freibergu. Restaurování probíhalo v roce 2014.
Alabastrové reliéfy z poprsní zídky dřevěné kazatelny představující pašijový cyklus byly sňaty roku 1887 a jsou uloženy v muzeu. V roce 2015 jsou osazovány repliky všech 17 reliéfů v prostoru pod emporami.